# Artal II de Foces
Artal II de Foces, castlà de Cabrera i de Voltregà, i governador general de Mallorca.
Durant el seu mandat, seguí la política característica dels governadors de Pere el Cerimoniós d'intentar limitar l'autonomia del Sindicat Forà. L'any 1357 promulgà una disposició per la qual imposava que el veguer de fora —un oficial reial designat directament pel governador— presidís les sessions del Sindicat Forà, una institució que fins aleshores havia mantingut la seva independència. Aquesta mesura provocà una forta resistència per part dels membres del Sindicat Forà. La pressió exercida pels síndics fou tan intensa que Foces es veié obligat a retirar la disposició i mantenir l'statu quo anterior. El seu govern finalitzà l'any 1358, quan fou substituït novament per Gilabert de Centelles, qui tornà a ocupar el càrrec de governador general de Mallorca.
Va estar casat amb Esclarmonda de Mallorca, neta de Ferran de Mallorca i filla de Sanç de Mallorca (germanastre de Jaume III de Mallorca), i de Saura de Rosselló, filla de Ferrer de Rosselló. Es casà en segones núpcies amb Sibil·la de Fortià, filla de Berenguer, senyor de Fortià a l'Empordà. Al seu torn, Sibil·la es casà en segones núpcies amb Pere el Cerimoniós.